# Duga Resa
Duga Resa je město v centrální části Chorvatska, v blízkosti města Karlovac. Administrativně spadá pod Karlovackou župu. V roce 2011 zde žilo celkem 12 114 obyvatel. Historicky bylo známé především díky textilnímu průmyslu.
Město se rozkládá v údolí řeky Mrežnica v bezprostřední blízkosti regionálního centra Karlovace.
První zmínka o obci pochází z roku 1380. Současné město vzniklo rychlým rozvojem původní vesnice. Železniční trať Záhřeb–Rijeka byla v úseku, který prochází Dugou Resou, otevřena v roce 1873. Díky blízkosti řeky zde vznikla továrna na zpracování bavlny, která nastartovala prudký růst obyvatel. Zatímco v roce 1857 zde žilo 256 obyvatel, v roce 1869 jíž byla samostatnou obcí a roku 1900 zde žilo již tisíc lidí. Status města získala obec až v roce 1993.